# ديردر بير
ديردر بير (بالإنجليزية: Deirdre Bair) هي كاتبة سير وكاتِبة أمريكية، ولدت في 21 يونيو 1935.